# サファイア学園 アストロカフェ
『サファイア学園 アストロカフェ』（サファイアがくえん アストロカフェ）は、三咲あやによる日本の漫画作品。
『ちゃお』（小学館）にて、2008年6月号から同年8月号にかけて連載された。作者の三咲にとっては初の連載にあたる。単行本はちゃおコミックスから全1巻。三咲初の単行本であり、他に読みきり短編3作も収録されている。

## あらすじ
進路調査票に「およめさん」と書いたことを北斗に侮辱された東西みさお。それを機に「女を捨て」、バンカラ気取りで学園を闊歩するようになる。そんなある日、足げく通う執事喫茶内にある占いの館の門を叩く。憧れのれおなとの恋愛運を見てもらうためだった。果たして、彼女の運勢は……?

## 登場人物
東西みさお
北斗に結婚願望をバカにされたのが元で「女を捨て」てしまった主人公。占い師から「恋愛を成就させたきゃいままでの自分を捨てろ」といわれ、捨てた「女」を取り戻すことを決意、執事喫茶のメイドになる。実は空手道場の娘で、兄たちと空手の稽古をしているため、下手な男をけり倒したりどつき回すことができる。
北斗
何かとつけてみさおにからむ。仮面をつけて占い師をしているが、「お前の占い大外れじゃないかよ!」とみさおに因縁をつけられ、あげくの果てに蹴り倒されたことがある。
れおな
執事喫茶「アストロカフェ」の看板従業員。みさおの憧れの人物。

## 書誌情報
- 三咲あや『サファイア学園 アストロカフェ』小学館〈ちゃおコミックス〉2008年10月発売、全1巻、ISBN 978-4-09-132082-7